# Telema exiloculata
Telema exiloculata is een spinnensoort in de taxonomische indeling van de Telemidae.
Het dier behoort tot het geslacht Telema. De wetenschappelijke naam van de soort werd voor het eerst geldig gepubliceerd in 2009 door Lin, Pham & S. Q. Li.